# Expansiunea musulmană în Peninsula Iberică

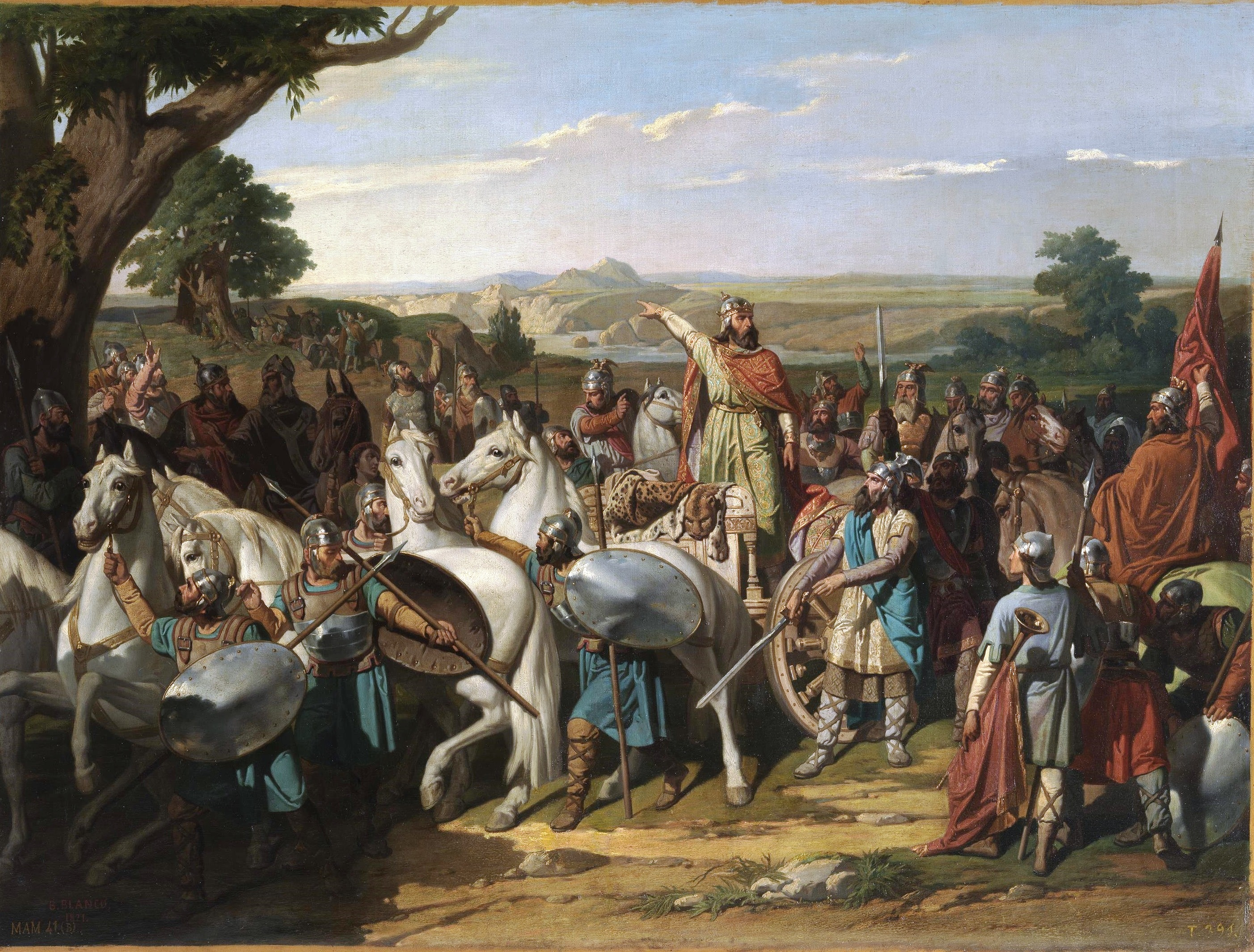
Bătălia de la Guadalete, pictură de Bernardo Blanco y Pérez (1871)

Musulmanii (omeiazii) au ajuns pentru prima oară în Peninsula Iberică în iulie 710. În anul 711, armata vizigotă a fost învinsă, victoria decisivă asigurând cucerirea Spaniei de astăzi de către musulmani. Peninsula Iberică a devenit o provincie califală, cunoscută sub numele arab „Al-Andalus”, și a rămas sub influența musulmană timp de opt secole (711-1492).

## Emiratul omeiad din Spania

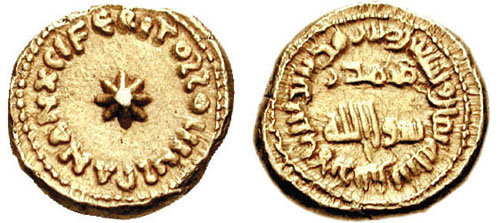
Dinar omeiad din 715-717, cu inscripții în arabă și latină

În anul 755, ʻAbd-al Raḥman Muʻāwiya a debarcat pe coasta de sud a Granadei, iar la data de 15 mai 756 acesta a cucerit Cordoba. Astfel a fost creată o nouă dinastie omeiadă, care a dominat aproape trei sute de ani. S-a constituit o nouă capitală, Cordoba, pe malurile Guadalquivirului. Fluviul servea ca mijloc de transport pentru mărfuri și materiale destinate artelor meșteșugărești. Cordoba reprezenta, prin locul unde era situată (la intersecția unor căi comerciale), o piață pentru schimbul de mărfuri între regiuni. Muʻāwiya a refăcut orașele și a construit un apeduct care servea la alimentarea cu apă a capitalei. Conform istoricului Philip K. Hitti: „Cu doi ani înainte morții (788), a refăcut Marea Moschee din Cordoba pentru a rivaliza cu cele două sanctuare ale islamului de la Ierusalim și de la Mecca. Completată și extinsă de succesorii lui, moscheea din Cordoba a devenit în scurt timp Kaaba islamului occidental.” După căderea Granadei din 1492, guvernarea islamică a dispărut pentru totdeauna din peninsulă.

## Califatul omeiad deCordoba
Odată venit la putere, ʻAbd-al Raḥman III a redobândit toate toate provinciile pierdute timp de jumătate de secol. Acesta a inițiat războaie sfinte împotriva creștinilor din nord care încă nu fuseseră supuși. El proclama ca, începând cu vineri, 16 ianuarie 929, suveranul să fie numit al-ḫalīfa al-Nāṣti li Dīn Allāh – „califul apărător al religiei lui Dumnezeu”. Campaniile împotriva creștinilor au continuat până în anul 939, când armata sa a fost învinsă la Alhandega. Curtea califului era cea mai fastuoasă din Europa, deopotrivă cu cele din Bagdad și Constantinopol. Domnia lui marchează apogeul puterii independente a omeiazilor din Spania, înflorind comerțul și agricultura.

## Moștenire

### Arhitectură

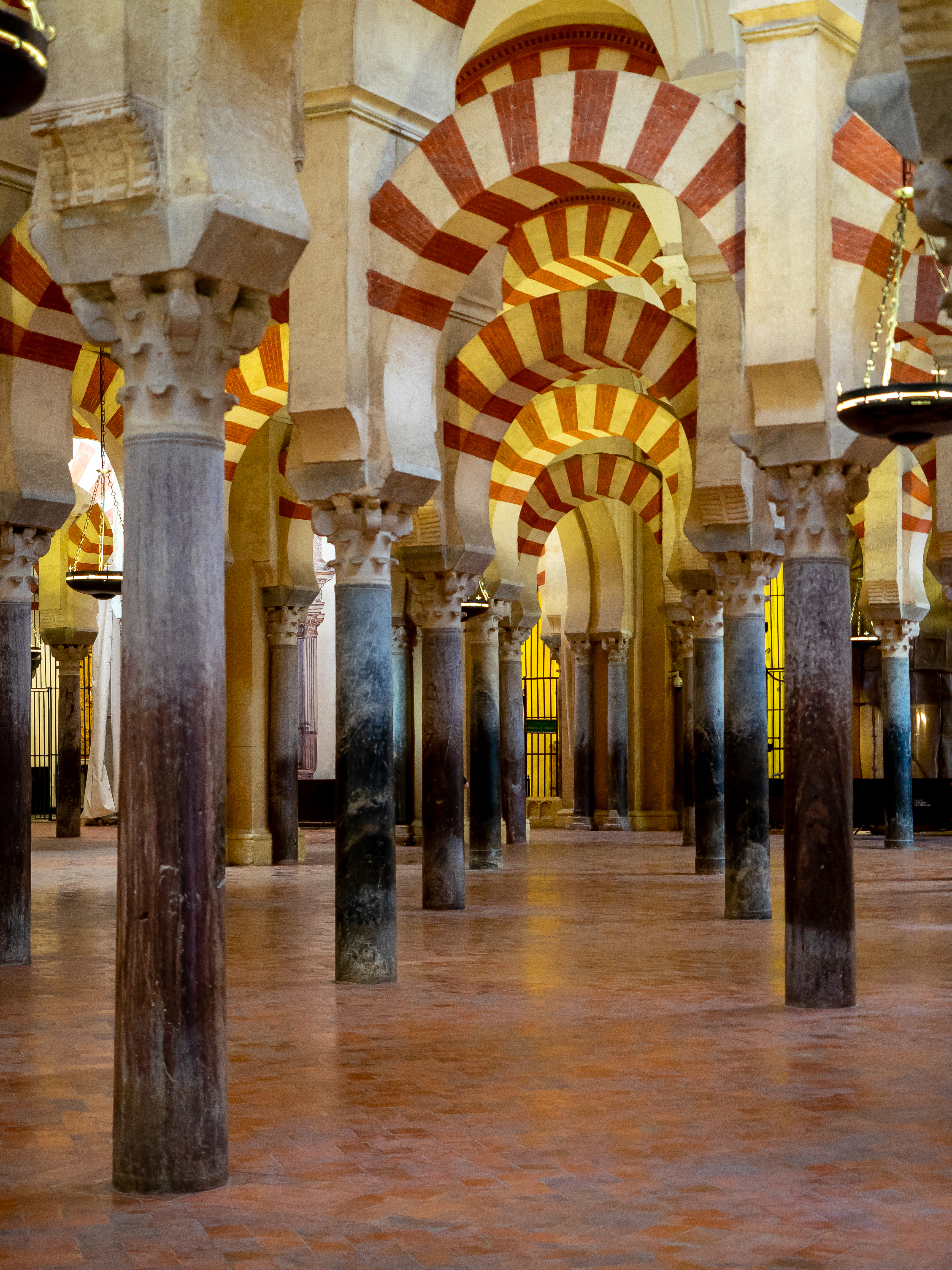
Arcuri în formă de potcoavă la Marea Moschee din Cordoba

În arhitectură, se remarcă Marea Moschee din Cordoba, a cărei fundație a fost realizată în anul 786 de ʻAbd-al Raḥman I, în locul unei biserici creștine. Fiul său Hišām a adăugat minaretul în anul 793. Minaretele din Spania mențineau stilul african, de origine siriană. Cupola este susținută de 12.093 de coloane. În prezent, clădirea servește drept catredală.
Alte realizări arhitecturale sunt Alcazarul din Sevilla, singurul alcazar care s-a păstrat dintre cele care au existat în restul orașelor spaniole, și Alhambra din Granada, considerat a fi un punct culminant al evoluției stilului hispano-islamic.
Arcul în formă de potcoavă este un element caracteristic în arhitectura islamică din Vest. Folosit mai întâi la Cordoba, a fost ulterior utilizat și la Toledo și în alte orașe din nordul peninsulei. Cunoscut sub denumirea occidentală de „arc maur”, acesta exista în Spania dinainte de cucerirea arabă. Prin acest simbol, se ajunge la identificarea unei stil național spaniol (cu influențe arabe).

### Muzică
În Spania, arta muzicală începe cu anul 822, când la Cordoba sosește Ziryāb. Aesta a devenit cunoscut pentru numeroasele cântece pe care le știa. Se spune că el „a adăugat lăutei a cincea coardă și a înființat o școală devenită conservatorul de muzică anzaluză.” Către secolul al XI-lea, Sevilla a devenit centrul muzical al regiunii. Există lucrări de muzicologie și de prezentare a notelor muzicale din perioada almoravidă. Familiarizarea creștinilor cu stilul liric musulman a dus la o popularitate mult mai mare a cântecelor arabe în peninsulă. Cercetările din Ribera indică faptul că, începând cu secolul al XIII-lea, muzica populară din Spania este de inspirație andaluză, deci de origine arabă, persană, bizantină și greacă. Tamburina – spaniolă pandero – bandayr (arabă colocvială) și țambalul – spaniolă atambal - al-ṭabl (arabă) sunt instrumente a căror denumire este de origine arabă.

### Artizanat

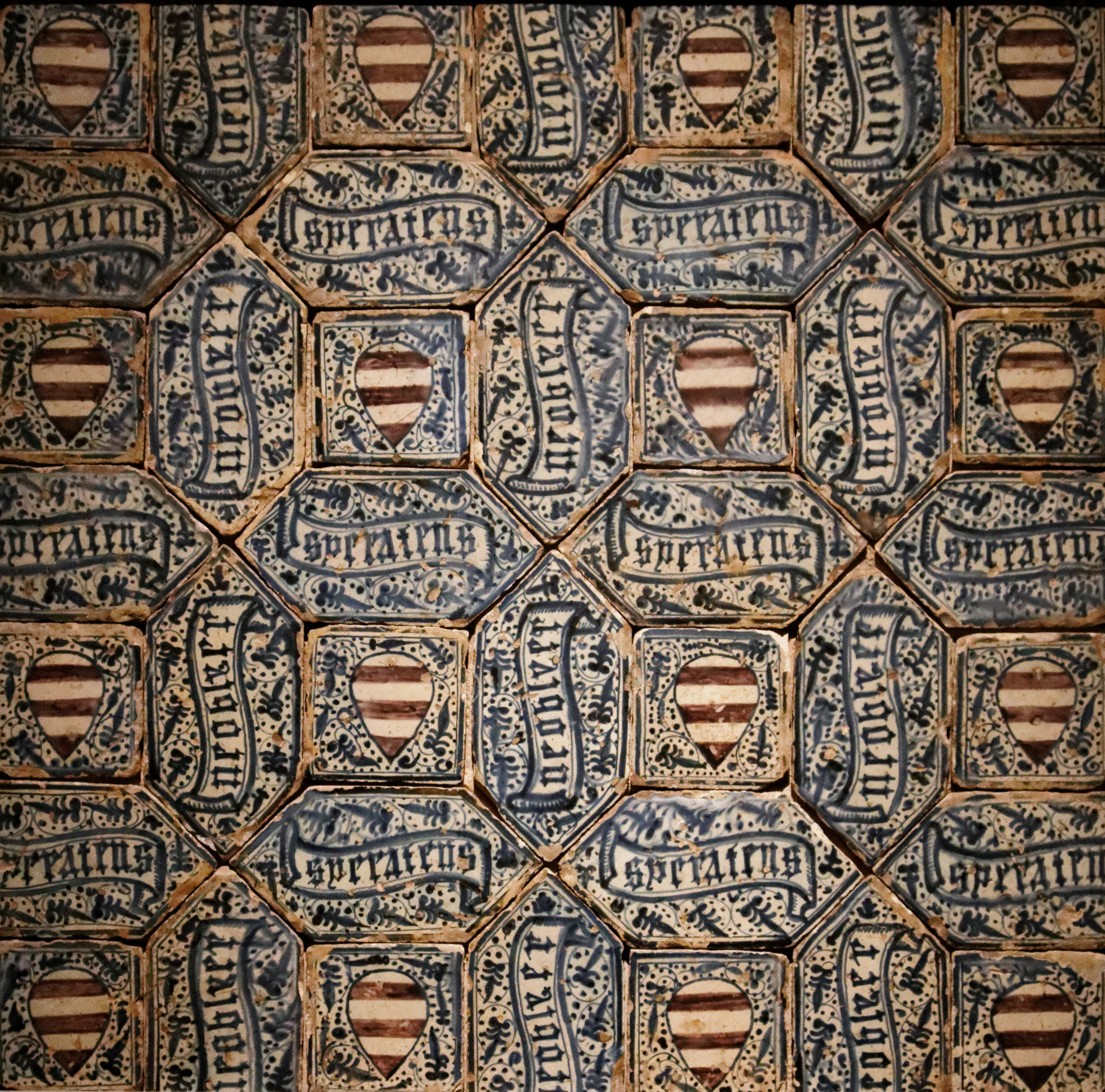
Vechi azulejo (cca 1425-1450)

Centrul ceramicii islamice se afla la Valencia. Spania islamică s-a remarcat prin mozaicuri și plăci de faianță albastre. Plăcile de ceramică multicoloră azulejo, populare și astăzi în Spania și Portugalia, sunt o moștenire arabă.
Industria textilă era concentrată la Cordoba. Importanța țesăturilor a sporit interesul țărilor europene, astfel în țări precum Italia și Franța apăreau din ce în ce mai multe războaie de țesut. Țesăturile din mătase colorată se foloseau pentru veșmintele preoților, dar și pentru acoperămintele relicvelor de sfinți. După secolul al XIV–lea, stilul islamic a început să fie imitat de europeni.

### Limba arabă
Limba arabă s-a răspândit odată cu islamul, atât în plan verbal, dar și scris prin prezența Coranului. Evreii din Spania au adoptat araba în filozofie, știință și poezie. Conform istoricului Geraldine Hazbun: „Cuceririle istorice sunt considerate ca fiind o parte importantă, a unei memorii colective, un punct de vedere propagat în literatura medievală spaniolă, unde cucerirea joacă un rol constitutiv într-o serie de contexte narative și lirice. Invazia islamică din 711 a dominat imaginația medievală spaniolă, iar din punct de vedere poetic a contribuit la experiențele sociale, culturale și politice, pentru oamenii din Iberia, peste 700 de ani.” „Limba spaniolă a păstrat mulți termeni arhitectonici de origine arabă.”